# Liste der Wiener Autobuslinien
Diese Liste der Wiener Autobuslinien enthält alle tagsüber betriebenen Stadtbuslinien in der Kernzone Wien mit Streckenführung, deren Betreiber sowie eventuelle Bemerkungen. Alle A- und B-Linien werden von den Wiener Linien selbst oder von Subunternehmen im Auftrag der Wiener Linien geführt. Auf allen Linien sind Fahrkarten der Kernzone Wien uneingeschränkt gültig.
Für die Linien des Nachtverkehrs siehe: NightLine Wien

## Liste
| Linie | Verlauf | Fahr- zeit | Betreiber                                 | Betriebsgarage                           | Bustype                                         | Fahrzeugtypenbezeichnung                                                    | Bemerkungen |     |
| ----- | --- | ---------- | ----------------------------------------- | ---------------------------------------- | ----------------------------------------------- | --------------------------------------------------------------------------- | --- | --- |
| 1A    | Schottentor – Stephansplatz | 8 min      | Wiener Linien                             | Leopoldau                                | Niederflurbus                                   | Mercedes-Benz Citaro C2 [NL 220 MB]                                         | Betrieb Montag bis Freitag bis ca. 21 Uhr, Samstag bis ca. 19 Uhr | → ← |
| 2A    | Schwedenplatz – Stephansplatz – Herrengasse – Schwarzenbergplatz                                                                 | 11 min     | Wiener Linien                             | Spetterbrücke                            | Niederflurminielektrobus                        | NBA 85                                                                      | Batteriebusse, Betrieb Montag bis Freitag bis ca. 20 Uhr, Samstag bis ca. 19 Uhr | → ← |
| 3A    | Schottenring – Stephansplatz – Stubentor                                                                                         | 9 min      | Wiener Linien                             | Spetterbrücke                            | Niederflurminielektrobus                        | NBA 85                                                                      | Batteriebusse, Betrieb Montag bis Freitag bis ca. 20 Uhr, Samstag bis ca. 19 Uhr | → ← |
| 4A    | Karlsplatz – Rochusgasse – Wittelsbachstraße                                                                                     | 13 min     | Wiener Linien                             | Leopoldau                                | Niederflurbus                                   | Mercedes-Benz Citaro C2 [NL 220 MB]                                         | | → ← |
| 5A    | Nestroyplatz – Gaußplatz – Dresdner Straße – Traisengasse – Handelskai – Griegstraße                                             | 27 min     | Gschwindl                                 | Trauzlgasse                              | Niederflurbus                                   | Mercedes-Benz Citaro C2                                                     | Montag bis Freitag ab ca. 20 Uhr, Samstag ab ca. 18.30 Uhr sowie an Sonn- und Feiertagen nur Griegstraße – Gaußplatz | → ← |
| 5B    | Heiligenstadt – Jägerstraße – Taborstraße – Praterstern                                                                          | 24 min     | Gschwindl                                 | Trauzlgasse                              | Niederflurbus                                   | Mercedes-Benz Citaro C2                                                     | stärkste Auftragslinie Wiens nach Fahrgastzahlen | → ← |
| 7A    | Meidling Hauptstraße – Bahnhof Meidling – Reumannplatz                                                                           | 27 min     | Wiener Linien                             | Spetterbrücke                            | Niederflurgelenkbus                             | Mercedes-Benz Citaro C2 G [NG 265 MB]                                       | | → ← |
| 7B    | Bahnhof Meidling , Schedifkaplatz – Wienerberg City                                                                              | 6 min      | Wiener Lokalbahnen                        | Abstellplatz WLB Purkytgasse             | Niederflurbus                                   | Mercedes-Benz Citaro C2                                                     | Betrieb Montag bis Freitag bis ca. 20 Uhr | → ← |
| 8A    | Bahnhof Meidling – ORF-Zentrum Küniglberg                                                                                        | 15 min     | Blaguss                                   | Blaguss Buscenter                        | Niederflurbus                                   | Mercedes-Benz Citaro C2                                                     | | → ← |
| 9A    | Bahnhof Meidling – Meidling Hauptstraße                                                                                          | 11 min     | Wiener Linien                             | Spetterbrücke                            | Niederflurbus                                   | Mercedes-Benz Citaro C2 [NL 220 MB]                                         | Betrieb Montag bis Freitag bis ca. 20 Uhr, Samstag bis ca. 18.30 Uhr | → ← |
| 10A   | Bahnhof Heiligenstadt – Gersthof – Johnstraße – Schönbrunn – Meidling Hauptstraße – Niederhofstraße                              | 39 min     | Wiener Linien                             | Spetterbrücke                            | Niederflurgelenkbus                             | Mercedes-Benz Citaro C2 G [NG 265 MB]                                       | | → ← |
| 11A   | Stadion – Vorgartenstraße – Handelskai – Bahnhof Heiligenstadt                                                                   | 26 min     | Wiener Linien                             | Leopoldau                                | XL-Niederflurgelenkbus                          | Mercedes-Benz CapaCity [NG 265 XL]                                          | | → ← |
| 11B   | Hillerstraße – Vorgartenstraße – Handelskai – Friedrich-Engels-Platz                                                             | 14 min     | Wiener Linien                             | Leopoldau                                | XL-Niederflurgelenkbus                          | Mercedes-Benz CapaCity [NG 265 XL]                                          | Betrieb Montag bis Samstag bis ca. 20 Uhr (Verstärkerlinie der Linie 11A) | → ← |
| 12A   | Schmelz, Gablenzgasse – Johnstraße – Schweglerstraße – Längenfeldgasse – Pilgramgasse – Eichenstraße                             | 28 min     | Wiener Linien                             | Spetterbrücke                            | Niederflurbus                                   | Mercedes-Benz Citaro C2 [NL 220 MB]                                         | Montag bis Freitag abends, Samstag früh und abends sowie an Sonn- und Feiertagen ganztägig nur Schmelz, Gablenzgasse – Längenfeldgasse | → ← |
| 13A   | Alser Straße, Skodagasse – Neubaugasse – Pilgramgasse – Hauptbahnhof                                                             | 27 min     | Wiener Linien                             | Raxstraße                                | Niederflurgelenkbus (Niederflurbus Spätkurs)    | Mercedes-Benz Citaro C2 G [NG 265 MB] (Mercedes-Benz Citaro C2 [NL 220 MB]) | stärkste Buslinie Wiens nach Fahrgastzahlen | → ← |
| 14A   | Neubaugasse – Pilgramgasse – Matzleinsdorfer Platz – Keplerplatz – Reumannplatz                                                  | 20 min     | Wiener Linien                             | Raxstraße                                | Niederflurgelenkbus                             | Mercedes-Benz Citaro C2 G [NG 265 MB]                                       | | → ← |
| 15A   | Enkplatz , Grillgasse – Siedlung Südost – Altes Landgut – Raxstraße – Gesundheitszentrum Süd – Bahnhof Meidling , Schedifkaplatz | 27 min     | Wiener Linien                             | Raxstraße                                | Niederflurgelenkbus                             | Mercedes-Benz Citaro C2 G [NG 265 MB]                                       | | → ← |
| 16A   | (Südwestfriedhof Tor 2 und Tor 8 –) Hetzendorf – Am Schöpfwerk – Inzersdorf, Friedhof – Blumental – Alaudagasse                  | 37 min     | Wiener Lokalbahnen                        | Abstellplatz WLB Purkytgasse             | Niederflurbus                                   | Mercedes-Benz Citaro C2                                                     | Schulkurse bis Südwestfriedhof zwischen 7:30 Uhr und 16:30 Uhr | → ← |
| 17A   | Oberlaa – Oberlaaer Platz – Alaudagasse – Wienerfeld – Inzersdorf, Biróstraße                                                    | 32 min     | Wiener Linien                             | Raxstraße                                | Niederflurelektrobus                            | Mercedes-Benz eCitaro                                                       | | → ← |
| 19A   | Alaudagasse – Rundkurs Per-Albin-Hansson-Siedlung Ost – Alaudagasse                                                              | 10 min     | Gschwindl                                 | Gadnergasse                              | Niederflurbus                                   | Mercedes-Benz Citaro C2                                                     | | →   |
| 20A   | Neue Donau – Alte Donau – Kaisermühlen                                                                                           | 13 min     | Zuklinbus                                 | Kaisermühlen                             | Niederflurbus                                   | MAN Lion’s City 12 EfficientHybrid                                          | abwechselnde Fahrtvarianten Ab September 2025 dichtere Intervalle und alle Fahrten über Donauturm, in der Früh ab Kaisermühlen weiter bis Alte Donau | → ← |
| 20A   | Neue Donau – Donauturm – Kaisermühlen                                                                                            | 13 min     | Zuklinbus                                 | Kaisermühlen                             | Niederflurbus                                   | MAN Lion’s City 12 EfficientHybrid                                          | abwechselnde Fahrtvarianten Ab September 2025 dichtere Intervalle und alle Fahrten über Donauturm, in der Früh ab Kaisermühlen weiter bis Alte Donau | → ← |
| 20B   | Neue Donau – Alte Donau | 7 min      | Zuklinbus                                 | Kaisermühlen                             | Niederflurbus                                   | MAN Lion’s City 12 EfficientHybrid                                          | Betrieb vom 3. Samstag im Mai bis einschließlich des 2. Sonntags im September Ab September 2025 dichteres Intervall | → ← |
| 22A   | Kagran – Hirschstetten Ort – Aspernstraße (– Asperner Heldenplatz)                                                               | 21 min     | Dr. Richard                               |                                          | Niederflurbus                                   | Mercedes-Benz Citaro C2                                                     | Schulkurse bis Asperner Heldenplatz | → ← |
| 24A   | Kagraner Platz – Gewerbepark Kagran – Breitenlee Schule – Neueßling                                                              | 16 min     | Wiener Linien                             | Leopoldau                                | Niederflurgelenkbus                             | Mercedes-Benz Citaro C2 G [NG 265 MB]                                       | | → ← |
| 25A   | Rennbahnweg – Süßenbrunn, Sportpark                                                                                              | 24 min     | Gschwindl                                 | Trauzlgasse                              | Niederflurbus                                   | Mercedes-Benz Citaro C2                                                     | | → ← |
| 25B   | Süßenbrunner Platz – Süßenbrunn (– Gerasdorf, Postamt)                                                                           | 10 min     | Wiener Lokalbahnen                        |                                          | Kleinbus                                        | Mercedes-Benz Sprinter                                                      | Rufbus, Betrieb Montag bis Freitag von 18 bis 1 Uhr sowie Sa+So+FT von 5 bis 1 Uhr; Betrieb bis Gerasdorf nur samstags von 5 bis 18 Uhr | → ← |
| 26A   | Kagran – Erzherzog-Karl-Straße – Aspernstraße – Eßling, Schule – Groß-Enzersdorf                                                 | 32 min     | Wiener Linien                             | Leopoldau                                | XL-Niederflurgelenkbus (Niederflurbus Spätkurs) | Mercedes-Benz CapaCity [NG 265 XL] (Mercedes-Benz Citaro C2 [NL 220 MB])    | | → ← |
| 27A   | Kagran – Veterinärmedizinische Universität – Rennbahnweg – Senekowitschgasse – Hermann-Gebauer-Straße                            | 29 min     | Blaguss                                   | Parkplatz Heiligenstadt                  | Niederflurbus                                   | Mercedes-Benz Citaro C2                                                     | Sonn- und Feiertag: Kagran – Senekowitschgasse (– Hermann-Gebauer-Straße) | → ← |
| 27B   | Kagran – Satzingerweg | 7 min      | Wiener Linien                             | Leopoldau                                | Niederflurbus                                   | Mercedes-Benz Citaro C2 [NL 220 MB]                                         | | → ← |
| 28A   | Eipeldauer Straße – Aderklaaer Straße – Obachgasse – Breitenlee, Schule                                                          | 19 min     | Wiener Linien                             | Leopoldau                                |                                                 |                                                                             | | → ← |
| 29A   | Floridsdorf – Leopoldauer Platz – Großfeldsiedlung                                                                               | 14 min     | Wiener Linien                             | Leopoldau                                | Niederflurgelenkbus                             | Mercedes-Benz Citaro C2 G [NG265 MB]                                        | | → ← |
| 29B   | Floridsdorf – Kaisergrund – Leopoldau – Großfeldsiedlung                                                                         | 24 min     | Wiener Linien                             | Leopoldau                                | Niederflurgelenkbus                             | Mercedes-Benz Citaro C2 G [NG265 MB]                                        | | → ← |
| 30A   | Neu Leopoldau – Siemensstraße – Großjedlersdorf – Stammersdorf, Freiheitsplatz                                                   | 20 min     | Dr. Richard                               | Trauzlgasse                              | Niederflurbus                                   | Mercedes-Benz Citaro C2                                                     | abends kein Betrieb zwischen Großjedlersdorf und Stammersdorf | → ← |
| 31A   | Kagraner Platz – Siemensstraße – Großjedlersdorf, Jochbergengasse                                                                | 18 min     | Wiener Linien                             | Leopoldau                                | Niederflurgelenkbus                             | Mercedes-Benz Citaro C2 G [NG265 MB]                                        | | → ← |
| 32A   | Leopoldau – Großjedlersdorf – Strebersdorf                                                                                       | 29 min     | Wiener Linien                             | Leopoldau                                | Niederflurgelenkbus (teilw. Niederflurbus)      | Mercedes-Benz Citaro C2 G [NG265 MB] (Mercedes-Benz Citaro C2 [NL220 MB])   | | → ← |
| 33A   | Floridsdorf – Mühlschüttel | 9 min      | Zuklinbus                                 | Kaisermühlen                             | Niederflurbus                                   | MAN Lion’s City 12 EfficientHybrid                                          | abends sowie Sonn- und Feiertags ganztägig: kein Betrieb | → ← |
| 34A   | Floridsdorf – Jedlesee – Schwarzlackenau – Strebersdorf                                                                          | 19 min     | Dr. Richard                               | Stromstraße                              | Niederflurgelenkbus                             | MAN Lion’s City G (NG 363) Mercedes-Benz Citaro C2 G                        | Buslinie mit dichtestem Intervall (Spitzenintervall 3 Min.) Sa, So, Feiertag sowie abends (Werktag) ab 22 Uhr: Floridsdorf – Schwarzlackenau | → ← |
| 35A   | Spittelau – Nußdorfer Straße – Krottenbachstraße – Glanzing – Neustift am Walde – Salmannsdorf                                   | 23 min     | Wiener Linien                             | Spetterbrücke                            | Niederflurgelenkbus                             | Mercedes-Benz Citaro C2 G [NG265 MB]                                        | | → ← |
| 36A   | Jedlesee, Bellgasse – Jedlersdorf – Großjedlersdorf, Carabelligasse                                                              | 17 min     | Wiener Linien                             | Leopoldau                                | Niederflurbus                                   | Mercedes-Benz Citaro C2 [NL220 MB]                                          | Betrieb: nur an Werktagen (Mo-Sa) bis ca. 21 Uhr, abwechselnd mit 36B | → ← |
| 36B   | Jedlesee, Bellgasse – Brünner Straße – Großjedlersdorf – Leopoldau                                                               | 26 min     | Wiener Linien                             | Leopoldau                                | Niederflurbus                                   | Mercedes-Benz Citaro C2 [NL220 MB]                                          | Betrieb: nur bis ca. 21:30 Uhr, an Werktagen (Mo-Sa) abwechselnd mit 36A | → ← |
| 37A   | Engerthstraße, Traisengasse – Traisengasse – Dresdner Straße – Spittelau – Nußdorfer Straße (– Dänenstraße)                      | 26 min     | Gschwindl                                 | Trauzlgasse                              | Niederflurbus                                   | Mercedes-Benz Citaro C2                                                     | Betrieb bis Dänenstraße nur an Schultagen von 7 bis 20 Uhr | → ← |
| 38A   | Bahnhof Heiligenstadt – Grinzing – Cobenzl, Parkplatz – Kahlenberg (– Leopoldsberg)                                              | 31 min     | Wiener Linien                             | Leopoldau                                | Niederflurbus                                   | Mercedes-Benz Citaro C2 [NL220 MB]                                          | | → ← |
| 38B   | (Bahnhof Heiligenstadt –) Nußdorf – Heiligenstädter Friedhof                                                                     | 7 min      | Blaguss                                   |                                          | Kleinbus                                        | Mercedes-Benz Sprinter                                                      | Friedhofslinie, Betrieb nur am 1. November und 24. Dezember | → ← |
| 39A   | Bahnhof Heiligenstadt – Oberdöbling – Sievering (– Neustift, Agnesgasse)                                                         | 19 min     | Wiener Linien                             | Leopoldau                                | Niederflurbus                                   | Mercedes-Benz Citaro C2 [NL220 MB]                                          | frühmorgens und spätabends kein Betrieb zwischen Sievering und Neustift Einsatz mit H2-Bussen vorgesehen | → ← |
| 39B   | Sieveringer Straße – Sieveringer Friedhof                                                                                        | 4 min      | Blaguss                                   |                                          | Kleinbus                                        | Mercedes-Benz Sprinter                                                      | Friedhofslinie, Betrieb nur am 1. November und 24. Dezember von 8:00 Uhr bis 17:24 Uhr | → ← |
| 40A   | Döblinger Friedhof – Währinger Straße-Volksoper – Schottentor                                                                    | 20 min     | Wiener Linien                             | Leopoldau                                | Niederflurgelenkbus                             | Mercedes-Benz Citaro C2 G [NG265 MB]                                        | | → ← |
| 41A   | Neustifter Friedhof – Pötzleinsdorf                                                                                              | 7 min      | Gschwindl Wiener Lokalbahnen (Rufbus)     | Trauzlgasse                              | Niederflurbus                                   | Mercedes-Benz Citaro C2                                                     | ab ca. 20 Uhr: Rufbus | → ← |
| 42A   | Hernals – Gersthof – Schafberghöhe                                                                                               | 16 min     | Dr. Richard                               | Montleartstraße                          | Niederflurbus                                   | Mercedes-Benz Citaro C2                                                     | | → ← |
| 43A   | Neuwaldegg – Obere Waldandacht (– Cobenzl)                                                                                       | 19 min     | Dr. Richard                               | Montleartstraße                          | Niederflurbus                                   | Mercedes-Benz Citaro C2                                                     | | → ← |
| 43B   | Hütteldorf – Schwarzenbergallee – Neustift, Agnesgasse                                                                           | 28 min     | Dr. Richard                               | Montleartstraße                          | Niederflurbus                                   | Mercedes-Benz Citaro C2                                                     | während der Normalzeit (Ende Oktober – Ende März) ausgedünnter Fahrplan | → ← |
| 44A   | Hernals – Dornbach – Heuberg – Mitterberg                                                                                        | 16 min     | Dr. Richard                               | Montleartstraße                          | Niederflurmidibus                               | Mercedes-Benz Citaro C2 K                                                   | Ab 1. Jänner 2025: neue Vertragslaufzeit | → ← |
| 44B   | Dornbach – Predigtstuhl | 6 min      | Gschwindl                                 |                                          | Kleinbus                                        | Mercedes-Benz Sprinter                                                      | ganztägig Rufbus (Mo–Sa ca. 6:00–20:00 / So+Ft ca. 8:00–20:00) | → ← |
| 45A   | Ottakring – Liebhartstal | 10 min     | Dr. Richard                               | Montleartstraße                          | Niederflurbus                                   | Mercedes-Benz Citaro C2                                                     | Ab 1. Jänner 2025: neue Vertragslaufzeit | → ← |
| 46A   | Ottakring – Wilhelminenberg – Ottakringer Bad – Ottakring                                                                        | 14 min     | Dr. Richard                               | Montleartstraße                          | Niederflurbus                                   | Mercedes-Benz Citaro C2                                                     | Rundkurs Ab 1. Jänner 2025: neue Vertragslaufzeit | → ← |
| 46B   | Ottakring – Ottakringer Bad – Wilhelminenberg – Ottakring                                                                        | 13 min     | Dr. Richard                               | Montleartstraße                          | Niederflurbus                                   | Mercedes-Benz Citaro C2                                                     | Rundkurs (Gegenrichtung zu 46A) Ab 1. Jänner 2025: neue Vertragslaufzeit | → ← |
| 47A   | Unter St. Veit – Klinik Penzing                                                                                                  | 13 min     | Wiener Lokalbahnen                        | Hackinger Straße                         | Niederflurbus                                   | Mercedes-Benz Citaro C2                                                     | | → ← |
| 47B   | Hütteldorf – Hüttelberg | 8 min      | Blaguss                                   | Zimbagasse                               | Niederflurbus                                   | Mercedes-Benz Citaro C2                                                     | | → ← |
| 48A   | Ring, Volkstheater – Thaliastraße – Burggasse-Stadthalle – Ottakring – Klinik Penzing                                            | 28 min     | Wiener Linien                             | Spetterbrücke                            | XL-Niederflurgelenkbus                          | Mercedes-Benz CapaCity [NG 265 XL]                                          | | → ← |
| 49A   | Hütteldorf – Wolfersberg, Schöffelplatz                                                                                          | 15 min     | Wiener Lokalbahnen                        | Hackinger Straße                         | Niederflurbus                                   | Mercedes-Benz Citaro C2                                                     | | → ← |
| 49B   | Vorderhainbach, Sofienalpenstraße – Hinterhainbach                                                                               | 6 min      | Blaguss                                   |                                          | Kleinbus                                        | Mercedes-Benz Sprinter                                                      | ganztägig Rufbus (Mo–Fr 6:00–20:30) | → ← |
| 50A   | Hütteldorf – Wolf in der Au – Hadersdorf, Hauptstraße – Weidlingau, Herzmanskystraße – Auhof                                     | 15 min     | Wiener Lokalbahnen                        | Hackinger Straße                         | Niederflurbus                                   | Mercedes-Benz Citaro C2                                                     | | → ← |
| 50B   | Hütteldorf – Wolfersberg – Hadersdorf – Auhof – Hütteldorf (Rundkurs in eine Richtung)                                           | 17 min     | Wiener Lokalbahnen                        | Hackinger Straße                         | Niederflurbus                                   | Mercedes-Benz Citaro C2                                                     | | → ← |
| 51A   | Hietzing – Hanusch-Krankenhaus – Ottakringer Bad                                                                                 | 14 min     | Blaguss Ab 1. Juli 2026: Gschwindl        | Zimbagasse                               | Hybrid-Niederflurbus                            | Mercedes-Benz Citaro C2 Hybrid                                              | | → ← |
| 51B   | |            | Gschwindl                                 |                                          |                                                 |                                                                             | Route und Betriebsaufnahme noch nicht bekannt |     |
| 52A   | Hütteldorf – Jägerwaldsiedlung                                                                                                   | 10 min     | Blaguss                                   | Zimbagasse                               | Niederflurbus                                   | Mercedes-Benz Citaro C2                                                     | | → ← |
| 52B   | Hütteldorf – Siedlung Kordon (– Feuerwache Am Steinhof)                                                                          | 13 min     | Blaguss                                   | Zimbagasse                               | Niederflurbus                                   | Mercedes-Benz Citaro C2                                                     | | → ← |
| 53A   | Unter St. Veit, Verbindungsbahn – Hütteldorf                                                                                     | 10 min     | Gschwindl                                 | Hackinger Straße                         | Niederflurbus                                   | Mercedes-Benz Citaro C2 Hybrid                                              | Ab 1. Jänner 2025: neue Vertragslaufzeit | → ← |
| 54A   | Ober St. Veit (– St. Veiter Tor) – Stock im Weg – Lainz, Wolkersbergenstraße – Ober St. Veit                                     | 17 min     | Gschwindl                                 | Hackinger Straße                         | Niederflurbus                                   | Mercedes-Benz Citaro C2 Hybrid                                              | Rundkurs Ab 1. Jänner 2025: neue Vertragslaufzeit | → ← |
| 54B   | Ober St. Veit – Lainz, Wolkersbergenstraße (– Joseph-Lister-Gasse) – Stock im Weg – Ober St. Veit                                | 13 min     | Gschwindl                                 | Hackinger Straße                         | Niederflurbus                                   | Mercedes-Benz Citaro C2 Hybrid                                              | Rundkurs (Gegenrichtung zu 54A) Ab 1. Jänner 2025: neue Vertragslaufzeit | → ← |
| 56A   | Hietzing – Küniglberg – Preyergasse – Maurer Hauptplatz – Atzgersdorf                                                            | 35 min     | ZuklinBus                                 | Gatterederstraße                         | Niederflurbus                                   | MAN Lion’s City 12 EfficientHybrid                                          | | → ← |
| 56B   | Hietzing – Küniglberg – Preyergasse – Lainzer Tor                                                                                | 23 min     | ZuklinBus                                 | Gatterederstraße                         | Niederflurbus                                   | MAN Lion’s City 12 EfficientHybrid                                          | | → ← |
| 57A   | Burgring – Museumsquartier – Gumpendorfer Straße – Rudolfsheim, Anschützgasse                                                    | 18 min     | Wiener Linien                             | Spetterbrücke                            | Niederflurbus                                   | Mercedes-Benz Citaro C2 [NL220 MB]                                          | Einsatz mit E-Bussen vorgesehen | → ← |
| 58A   | Hietzing – Rosenhügel – Atzgersdorf                                                                                              | 19 min     | ZuklinBus                                 | Gatterederstraße                         | Niederflurbus                                   | MAN Lion’s City 12 EfficientHybrid                                          | | → ← |
| 58B   | Hietzing – Rosenhügelstraße – Rosenhügel – Atzgersdorf                                                                           | 33 min     | ZuklinBus                                 | Gatterederstraße                         | Niederflurbus                                   | MAN Lion’s City 12 EfficientHybrid                                          | | → ← |
| 59A   | Oper, Karlsplatz – Bacherplatz – Gürtel, Arbeitergasse – Bahnhof Meidling                                                        | 21 min     | Wiener Linien                             | Spetterbrücke                            | Niederflurbus Niederflurgelenkbus               | Mercedes-Benz Citaro C2 [NL 220 MB] Mercedes-Benz Citaro C2 G [NG265 MB]    | | → ← |
| 60A   | Liesing – Rodaun – Maurer Berg – Atzgersdorf – Alterlaa                                                                          | 38 min     | Wiener Lokalbahnen                        | Abstellplatz WLB Purkytgasse             | Niederflurbus                                   | Mercedes-Benz Citaro C2 Hybrid                                              | | → ← |
| 61A   | Liesing – Perfektastraße – Vösendorf-Siebenhirten                                                                                | 21 min     | Wiener Linien                             | Raxstraße                                | Niederflurelektrobus                            | Mercedes-Benz eCitaro                                                       | | → ← |
| 61B   | Liesing – Siebenhirten – Vösendorf-Siebenhirten                                                                                  | 13 min     | Wiener Linien                             | Raxstraße                                | Niederflurelektrobus                            | Mercedes-Benz eCitaro                                                       | Betrieb nur Mo-Fr von 5:20 bis 20 Uhr sowie samstags von 8 bis 18 Uhr | → ← |
| 62A   | Bahnhof Meidling – Campingplatz Wien-Süd – Liesing                                                                               | 21 min     | Wiener Linien                             | Raxstraße                                | Niederflurgelenkbus                             | Mercedes-Benz Citaro C2 G [NG 265 MB]                                       | | → ← |
| 63A   | Gesundheitszentrum Süd – Niederhofstraße – Meidling Hauptstraße – Schloss Hetzendorf – Südwestfriedhof – Am Rosenhügel           | 35 min     | Wiener Linien                             | Spetterbrücke                            | Niederflurgelenkbus                             | Mercedes-Benz Citaro C2 G [NG 265 MB]                                       | | → ← |
| 63B   | Wildgarten – Schöpfwerk |            | Wiener Linien                             |                                          |                                                 |                                                                             | Nur grobe Verbindungsstrecke bekannt; Betrieb ab 2027 vorgesehen |     |
| 64A   | Atzgersdorf, Ziedlergasse – Alterlaa – Perfektastraße – Liesing                                                                  | 29 min     | Wiener Linien                             | Raxstraße                                | Niederflurelektrobus                            | Mercedes-Benz eCitaro                                                       | Mo–Fr ab ca. 20 Uhr, Sa, So und Feiertag: Atzgersdorf, Ziedlergasse – Perfektastraße | → ← |
| 64B   | Hetzendorf – Alterlaa | 10 min     | Wiener Linien                             | Raxstraße                                | Niederflurelektrobus                            | Mercedes-Benz eCitaro                                                       | Betrieb nur Mo-Fr von 5 bis 19:40 Uhr | → ← |
| 65A   | Reumannplatz – Starhemberg-Kaserne – Wienerberg City (– Inzersdorf, Zetschegasse)                                                | 28 min     | Blaguss                                   | Blaguss Buscenter                        | Niederflurbus                                   | Mercedes-Benz Citaro C2                                                     | Nur einzelne Kurse an Werktagen von 6 bis 20 Uhr bis Inzersdorf | → ← |
| 66A   | Reumannplatz – Wienerfeld – Inzersdorf, Friedhof – Alterlaa – Atzgersdorf – Liesing                                              | 40 min     | Wiener Linien                             | Raxstraße                                | Niederflurgelenkbus                             | Mercedes-Benz Citaro C2 G [NG 265 MB]                                       | | → ← |
| 67A   | Alaudagasse – Inzersdorf, Friedhof – Inzersdorf, Slamastraße                                                                     | 21 min     | Blaguss                                   | Greta-Keller-Gasse                       | Niederflurbus                                   | Mercedes-Benz Citaro C2                                                     | Ab ca. 12.30 Richtungswechsel der Schleifenfahrt in Inzersdorf. Sa Nachmittag und So+Ft: Alaudagasse – Inzersdorf, Kolpingstraße | → ← |
| 67B   | Alaudagasse – Inzersdorf, Großmarkt – Alterlaa                                                                                   | 34 min     | Blaguss                                   | Greta-Keller-Gasse                       | Niederflurbus                                   | Mercedes-Benz Citaro C2                                                     | | → ← |
| 68A   | Reumannplatz – Siedlung Südost – Laaer Berg, Kurpark                                                                             | 19 min     | Gschwindl                                 | Gadnergasse                              | Niederflurgelenkbus                             | Mercedes-Benz Citaro C2 G                                                   | | → ← |
| 68B   | Reumannplatz – Siedlung Südost – Oberlaa                                                                                         | 17 min     | Gschwindl                                 | Gadnergasse                              | Niederflurgelenkbus                             | Mercedes-Benz Citaro C2 G                                                   | | → ← |
| 69A   | Hauptbahnhof – Arsenal – Geiselbergstraße – Simmering                                                                            | 29 min     | Wiener Linien                             | Raxstraße                                | Niederflurgelenkbus                             | Mercedes-Benz Citaro C2 G [NG 265 MB]                                       | | → ← |
| 70A   | Oberlaa – Unterlaa – Kledering                                                                                                   | 12 min     | Wiener Linien                             | Raxstraße                                | Niederflurelektrobus                            | Mercedes-Benz eCitaro                                                       | | → ← |
| 71A   | Zentralfriedhof 3. Tor – Schwechat                                                                                               | 10 min     | Wiener Linien                             | Raxstraße                                | Niederflurelektrobus                            | Mercedes-Benz eCitaro                                                       | | → ← |
| 71B   | Zentralfriedhof 3. Tor - Kaiserebersdorf -Zentralfriedhof                                                                        | 14 min     | Wiener Linien                             | Raxstraße                                | Niederflurelektrobus                            | Mercedes-Benz eCitaro                                                       | Seit 22. April 2025: Direkte Route zwischen Zentralfriedhof und Kaiserebersdorf sowie Verlängerung zum Bahnhof Zentralfriedhof; Betrieb nur noch Mo–Fr bis ca. 20 Uhr                                                                                       | → ← |
| 72A   | Hasenleiten – Simmering (– Haidestraße – Gasometer )                                                                             | 18 min     | Dr. Richard                               | Wildpretstraße                           | Niederflurbus                                   | Mercedes-Benz Citaro C2                                                     | Mo-Fr ab ca. 19:00, Sa, So, Feiertag: Hasenleiten – Simmering | → ← |
| 73A   | Simmering – Schloss Neugebäude – Pantucekgasse – Kaiserebersdorf, Zinnergasse – Landwehrstraße                                   | 19 min     | Dr. Richard                               | Kimmerlgasse                             | Niederflurgelenkbus                             | Mercedes-Benz Citaro C2 G                                                   | kein Betrieb an Sonn- und Feiertagen: Pantucekgasse – Landwehrstraße | → ← |
| 73B   | Zentralfriedhof, 3. Tor – Kaiserebersdorf, Zinnergasse – Kaiserebersdorf, Dreherstraße – Bahnhof Kaiserebersdorf                 | 14 min     | Wiener Linien                             | Raxstraße                                | Niederflurelektrobus                            | Mercedes-Benz eCitaro                                                       | Inbetriebnahme am 22. April 2025 als Teil des neuen "Buskonzepts Simmering" |     |
| 74A   | Stubentor – Landstraße – Rochusgasse – St. Marx                                                                                  | 14 min     | Wiener Linien                             | Raxstraße                                | Niederflurgelenkbus                             | Mercedes-Benz Citaro C2 G [NG 265 MB]                                       | | → ← |
| 76A   | Enkplatz , Grillgasse – Haidestraße – Neu Albern – Albern (– Alberner Hafen)                                                     | 21 min     | Dr. Richard                               | Wildpretstraße                           | Niederflurbus                                   | Mercedes-Benz Citaro C2                                                     | | → ← |
| 76B   | Enkplatz , Grillgasse – Haidestraße – Kaiserebersdorf, Zinnergasse – Albern (– Alberner Hafen)                                   | 25 min     | Dr. Richard                               | Wildpretstraße                           | Niederflurbus                                   | Mercedes-Benz Citaro C2                                                     | | → ← |
| 77A   | Rennweg – Schlachthausgasse – Stadion – Donaumarina – Stadlauer Brücke – Lusthaus                                                | 29 min     | Dr. Richard                               | Kimmerlgasse                             | Niederflurbus                                   | Mercedes-Benz Citaro C2                                                     | nicht alle Kurse auch zwischen Stadlauer Brücke und Lusthaus; Verstärkerfahrten zusätzlich Mo-Fr Ab Herbst 2026 nur Rennweg – Schlachthausgasse, Ersatz Schlachthausgasse – Stadion durch Straßenbahnlinie 18, Bedienung Stadion – Lusthaus durch Linie 78A | → ← |
| 78A   | Stadion – Donaumarina – Praterkai – Lusthaus                                                                                     |            | Wiener Linien                             |                                          |                                                 |                                                                             | Betrieb ab Herbst 2026 als Ersatz für Linie 77A |     |
| 78M   | Schwedenplatz – Hundertwasserhaus – Verkehrsmuseum Remise                                                                        |            | ÖOM                                       |                                          | historische Fahrzeuge                           |                                                                             | derzeit kein Betrieb |     |
| 79A   | Donaumarina , Chrastekgasse – Kraftwerk Freudenau – Kaiserebersdorf, Zinnergasse – Kaiserebersdorf, Dreherstraße                 | 23 min     | Dr. Richard                               | Kimmerlgasse                             | Niederflurbus                                   | Mercedes-Benz Citaro C2                                                     | Sonn- und Feiertag: Donaumarina , Chrastekgasse – Kraftwerk Freudenau Nach Ostern 2025: Kürzung bis Kaiserebersdorf, Münnichplatz | → ← |
| 79B   | Donaumarina , Chrastekgasse – Seitenhafenstraße – Kaiserebersdorf, Zinnergasse – Kaiserebersdorf, Dreherstraße                   | 23 min     | Dr. Richard                               | Kimmerlgasse                             | Niederflurbus                                   | Mercedes-Benz Citaro C2                                                     | Samstag, Sonn- und Feiertag: kein Betrieb Nach Ostern 2025: Kürzung bis Kaiserebersdorf, Münnichplatz | → ← |
| 80A   | Praterstern – Wittelsbachstraße – Schlachthausgasse (– Neu Marx)                                                                 | 19 min     | Gschwindl                                 | Trauzlgasse                              | Niederflurbus                                   | Mercedes-Benz Citaro C2 Hybrid                                              | Mo–Fr ab ca. 20 Uhr sowie Samstag, Sonn- und Feiertag: Praterstern – Schlachthausgasse Ab 1. Juli 2025 neue Vertragslaufzeit | → ← |
| 82A   | Praterstern – Messe-Prater – Krieau                                                                                              | 12 min     | Wiener Linien                             | Leopoldau                                | Niederflurbus                                   | Mercedes-Benz Citaro C2 [NL220 MB]                                          | Betrieb: Montag bis Samstag von 7 bis 19 Uhr | → ← |
| 84A   | Aspernstraße – Seestadt – Aspern Nord                                                                                            | 16 min     | Wiener Linien                             | Leopoldau                                | Niederflurbus (Frühkurs Niederflurgelenkbus)    | Mercedes-Benz Citaro C2 [NL220 MB] (Mercedes-Benz Citaro C2 G [NG 265 MB])  | Mo-Fr Früh HVZ Mischbetrieb mit Niederflurgelenkbussen | → ← |
| 85A   | Breitenlee, Rautenweg – (Pelargonienweg –) Badeteich Hirschstetten – Hausfeldstraße                                              | 14 min     | Dr. Richard                               | Stralehnergasse                          | Niederflurbus                                   | Mercedes-Benz Citaro C2                                                     | Schulkurse nach Breitenlee, Schule | → ← |
| 86A   | Stadlau – Erzherzog-Karl-Straße – Breitenleer Straße, Arnikaweg                                                                  | 12 min     | Blaguss Wiener Lokalbahnen (Rufbus)       | Parkplatz Heiligenstadt                  | Niederflurbus                                   | Mercedes-Benz Citaro C2                                                     | ab ca. 20 Uhr: Rufbus | → ← |
| 87A   | Stadlau – Erzherzog-Karl-Straße – Gewerbepark Stadlau – Gewerbepark Kagran – Hermann-Gebauer-Straße                              | 21 min     | Blaguss                                   | Parkplatz Heiligenstadt                  | Niederflurbus                                   | Mercedes-Benz Citaro C2                                                     | Abends sowie Sonn- und Feiertag: kein Betrieb | → ← |
| 88A   | Seestadt – Eßling, Schule – Eßling, Stadtgrenze                                                                                  | 11 min     | Wiener Linien                             | Leopoldau                                | Niederflurbus                                   | Mercedes-Benz Citaro C2 [NL220 MB]                                          | Betrieb nur Mo-Fr bis 20 Uhr | → ← |
| 88B   | Seestadt – Eßling, Schule – Eßling, Wegmayersiedlung                                                                             | 15 min     | Wiener Linien                             | Leopoldau                                | Niederflurbus                                   | Mercedes-Benz Citaro C2 [NL220 MB]                                          | | → ← |
| 89A   | Aspern Nord – Neueßling – Invalidensiedlung                                                                                      | 14 min     | Wiener Linien Wiener Lokalbahnen (Rufbus) | Leopoldau                                | Niederflurbus                                   | Mercedes-Benz Citaro C2 [NL220 MB]                                          | Schulkurse nach Breitenlee, Schule, Rufbus ab 20:30 Uhr | → ← |
| 92A   | Kaisermühlen – Donaustadtbrücke – Hardeggasse – Asperner Heldenplatz – Aspern, Zachgasse                                         | 16 min     | Gschwindl                                 | Trauzlgasse                              | Niederflurgelenkbus                             | Mercedes-Benz Citaro C2 G                                                   | | → ← |
| 92B   | (Kaisermühlen –) Donaustadtbrücke – Ölhafen                                                                                      | 14 min     | Gschwindl                                 | Trauzlgasse                              | Niederflurgelenkbus                             | Mercedes-Benz Citaro C2 G                                                   | Mo–Fr nur Donaustadtbrücke – Ölhafen | → ← |
| 93A   | Kagran – Donaustadtbrücke – Großer Biberhaufen – Aspernstraße                                                                    | 36 min     | Dr. Richard                               | Stralehnergasse                          | Niederflurbus                                   | Mercedes-Benz Citaro C2                                                     | | → ← |
| 94A   | Kagran – Freihofsiedlung – Neukagran – Erzherzog-Karl-Straße – Stadlau                                                           | 16 min     | Wiener Linien                             | Leopoldau                                | Niederflurbus                                   | Mercedes-Benz Citaro C2 [NL220 MB]                                          | | → ← |
| 95A   | Aspern Nord – Hirschstetten Ort – Erzherzog-Karl-Straße – Hardeggasse – Großer Biberhaufen                                       | 27 min     | Dr. Richard                               | Stralehnergasse                          | Niederflurbus                                   | Mercedes-Benz Citaro C2                                                     | | → ← |
| 95B   | Hirschstetten Ort – Hausfeldstraße                                                                                               | 12 min     | Dr. Richard                               | Stralehnergasse                          | Niederflurbus                                   | Mercedes-Benz Citaro C2                                                     | Samstag, Sonn- und Feiertag: kein Betrieb | → ← |
| 96A   | Erzherzog-Karl-Straße – Hardeggasse – Schillwasserweg                                                                            | 10 min     | Dr. Richard                               | Stralehnergasse                          | Niederflurbus                                   | Mercedes-Benz Citaro C2                                                     | Samstag, Sonn- und Feiertag: kein Betrieb | → ← |
| 97A   | Aspernstraße – Hausfeldstraße – Breitenlee Schule                                                                                | 26 min     | Dr. Richard                               | Stralehnergasse                          | Niederflurbus                                   | Mercedes-Benz Citaro C2                                                     | | → ← |
| 98A   | Aspernstraße – Asperner Heldenplatz – Eßling, Schule – Eßling, Schippanisiedlung                                                 | 27 min     | Dr. Richard                               | Groß-Enzersdorfer-Straße Stralehnergasse | Niederflurbus                                   | Mercedes-Benz Citaro C2                                                     | | → ← |
| 99A   | Aspern Nord – Niklas-Eslarn-Straße – Eßling, Schule – Wolfgang-Mühlwanger-Straße – Aspern Nord                                   | 13 min     | Dr. Richard                               | Groß-Enzersdorfer-Straße                 | Niederflurbus                                   | Mercedes-Benz Citaro C2                                                     | Rundkurs Schafflerhofsiedlung | → ← |
| 99B   | Aspern Nord – Wolfgang-Mühlwanger-Straße – Eßling, Schule – Niklas-Eslarn-Straße – Aspern Nord                                   | 12 min     | Dr. Richard                               | Groß-Enzersdorfer-Straße                 | Niederflurbus                                   | Mercedes-Benz Citaro C2                                                     | Rundkurs Schafflerhofsiedlung | → ← |
| ZF    | Zentralfriedhof (Rundkurs) | 22 min     | Wiener Lokalbahnen                        |                                          | Niederflurkleinelektrobus                       | Kutsenits                                                                   | 1. November: kein Betrieb; Auftraggeber: Friedhöfe Wien; zusätzlich zu den Einzelfahrkarten sind die Fahrausweise der Wiener Linien gültig. | →   |